# HD 144426
HD 144426，又名BD+08 3134，SAO 121361、HR 5992，是一颗恒星，视星等为6.29，位于銀經19.77，銀緯40.35，其B1900.0坐标为赤經16h 0m 47.4s，赤緯+8° 40.35′ 4″。